# سیدی بوتشنت
سیدی بوتشنت (به عربی: سيدي بوتشنت) یک شهرداری در الجزایر است که در استان تسمسیلت واقع شده‌است.